# Shipping News
Shipping News foi uma banda americana de post-rock/post-hardcore. O grupo se formou no outono de 1996, quando os membros Jason Noble e Jeff Mueller, que estavam ambos em Rodan (outra banda), colaboraram para criar músicas para o programa de Rádio Pública Nacional, This American Life, com sede em Chicago. Kyle Crabtree foi mais tarde recrutado como baterista que completou a formação original. Em 2004, Todd Cook, ex-membro do Parlour, The For Carnation e do grupo reunido Slint, foi o ultimo membro recrutado, tocando o baixo.
Shipping News apareceu na edição de Louisville de Burn to Shine, uma série de DVD produzida pelo baterista de Fugazi, Brendan Canty, e pelo cineasta Christoph Green. A serie foi filmada em novembro de 2005 e estreou em maio de 2010 e deveria ser lançado em DVD e download antes do Natal de 2010. O baixista de Shipping News, Todd Cook também apareceu com sua outra banda, Dead Child.
Shipping News leva o nome do romance de 1993 The Shipping News, de E. Annie Proulx.
No ano de 2009, Noble foi diagnosticado com sarcoma sinovial. Ele morreu em 2012, aos 40 anos.

## Discografia
- 1997: Save Everything - (Quarterstick Records)
- 1998: Shipping News and The Metroschifter split release - (Initial Records)
- 2001: Very Soon, and in Pleasant Company - (Quarterstick Records)
- RMSN EP Series
- 2003: Three-Four - (Quarterstick Records)
- 2005: Flies the Fields - (Quarterstick Records)
- 2010: One Less Heartless To Fear - (Ruminance, Noise Pollution Records)